# 2024–2025-ös Tipos Extraliga-szezon
A 2024–2025-ös Tipos Extraliga-szezon Szlovákia első osztályú jégkorongbajnokságának, a Tipos Extraligának a harminckettedik szezonja. A 2023–2024-es szezon rájátszásának a győztese a HK Nitra volt. A másodosztályú TIPOS Slovenská hokejová ligából feljutó csapat a DOXXbet Vlci Žilina volt, ami 2019 óta nem szerepelt a szlovák élvonalban.

## Lebonyolítás
A Tipos Extraliga szezonja két szakaszból áll. Az alapszakasz szeptemberben kezdődik, a rájátszás márciusban.

### Alapszakasz
Az alapszakaszban jelenleg 12 csapat versenyez, mindegyik csapat 54 mérkőzést játszik. Minden egyes 2-2 meccset játszik mindegyik csapattal otthon és idegenben, összesen 44-et. Továbbá 6-6 csapat két konferenciába osztva a másik 5-tel 1-1 meccset játszik otthon és idegenben.
A csapatok elosztása a két konferenciában: 
- Nyugati Konferencia (HC Slovan Bratislava, HK Nitra, HK Dukla Trenčín, HC Mikron Nové Zámky, HKM Zvolen, HC MONACObet Banská Bystrica)
- Keleti Konferencia (HK Spišská Nová Ves, HC Košice, DOXXbet Vlci Žilina, HK Dukla Ingema Michalovce, HK Poprad, MHk 32 Liptovský Mikuláš)

Az utolsó, 49. és 50. fordulót mind egy időben tartják meg.
Az alapszakaszban legtöbb pontot elérő csapat a Dušan Pašek-kupát nyeri el.

### Rájátszás
A rájátszásba az alapszakasz tabelláján az 1-10 helyen végző csapat vehet részt. Az 1-6. helyezett csapatok közvetlenül negyeddöntő fordulójába kerülnek, a 7-10. helyezett csapatok a negyeddöntőbe jutásért játszanak kvalifikációs meccseket, a 7. helyezett a 10. helyezettel és a 8. a 9. helyezettel. A kvalifikációs meccsek 3 győztes meccsig zajlanak, legfeljebb 5 fordulóig, a kvalifikációs fordulók két győztese kerülhet a rájátszás negyeddöntőjébe. Az alapszakasz végén a tabella 12. helyen szereplő csapata automatikusan a másodosztályú TIPOS Slovenská hokejová liga bajnokságba kerül, míg a következő szezonban a TIPOS Slovenská hokejová liga rájátszásának győztese felkerül a Tipos Extraligába. Az alapszakasz 11. helyezett csapata nem kerül a másodosztályú bajnokságba, de a rájátszásban sem vehet részt. A rájátszásban kiesés alapon folytatódik a küzdelem a bajnoki címért. A nyolc csapatot az alapszakasz utáni helyezések alapján sorolják párosokba (a legerősebb a leggyengébbel). A továbbjutáshoz, illetve a döntőben a bajnoki cím megszerzéséhez négy győzelem kell. A rájátszás győztese a Vladimír Dzurilla-kupát nyeri el, és ezzel együtt a Szlovák bajnok címet (szlovákul: Slovenský majster). Az alapszakasz győztese és a bajnok indulhatott a 2023–24-es szezonig a Champions Hockey League kiírásában.

## Résztvevők
A 2024-25-ös szezonban részt vevő 12 csapat, zárójelben a csapatok magyar nyelvű sajtóban használt neveivel:
| Konferencia | Csapat (rövidítés)                                            | Város            | Kerület                 | Stadion                         | Férőhely | Alapítás éve | Vezetőedző       |
| --- | ------------------------------------------------------------- | ---------------- | ----------------------- | ------------------------------- | -------- | ------------ | ---------------- |
| Nyugati | HC Nové Zámky (NZA) (HC Érsekújvár)                           | Érsekújvár       | Nyitrai kerület         | Érsekújvári Téli Stadion        | 3 200    | 1965         | Miloš Holaň      |
| Nyugati | HC MONACObet Banská Bystrica (BBY) (HC ’05 Besztercebánya)    | Besztercebánya   | Besztercebányai kerület | Tipsport Aréna (Besztercebánya) | 3 016    | 1922         | Vladimír Országh |
| Nyugati | HC Slovan Bratislava (SLO) (HC Slovan Pozsony)                | Pozsony          | Pozsonyi kerület        | TIPOS aréna                     | 10 000   | 1921         | Peter Oremus     |
| Nyugati | HK Dukla Trenčín (TRE) (HK Dukla Trencsén)                    | Trencsén         | Trencséni kerület       | Pavol Demitra Jégcsarnok        | 6 150    | 1962         | Ernest Bokroš    |
| Nyugati | HK Nitra (NIT) (HK Nyitra)                                    | Nyitra           | Nyitrai kerület         | Tipsport Aréna (Nyitra)         | 3 600    | 1926         | Andrej Kmeč      |
| Nyugati | HKM Zvolen (ZVO) (HKM Zólyom)                                 | Zólyom           | Besztercebányai kerület | Zólyomi Jégcsarnok              | 5 345    | 1927         | Peter Mikula     |
| Keleti | HC Košice (KOS) (HC Kassa)                                    | Kassa            | Kassai kerület          | Steel Aréna                     | 8 347    | 1962         | Dan Ceman        |
| Keleti | HK Dukla Ingema Michalovce (MIC) (HK Dukla Ingema Nagymihály) | Nagymihály       | Kassai kerület          | Nagymihályi Jégcsarnok          | 4 000    | 1974         | Tomek Valtonen   |
| Keleti | HK Poprad (POP) (HK Poprád)                                   | Poprád           | Eperjesi kerület        | Poprádi Városi Jégcsarnok       | 4 233    | 1930         | Ján Šimko        |
| Keleti | HK Spišská Nová Ves (SNV) (HK Igló)                           | Igló             | Kassai kerület          | Spiš aréna                      | 4 300    | 1932         | Jason O´Leary    |
| Keleti | MHk 32 Liptovský Mikuláš (LMI) (MHk 32 Liptószentmiklós)      | Liptószentmiklós | Zsolnai kerület         | JL aréna                        | 3 680    | 1932         | Pēteris Skudra   |
| Keleti | DOXXbet Vlci Žilina (ZIL) (DOXXbet Zsolnai farkasok)          | Zsolna           | Zsolnai kerület         | Niké Aréna                      | 6 200    | 1925         | Milan Bartovič   |
| Nové Zámky Trenčín Nitra Žilina Spišská Nová Ves Banská Bystrica Zvolen Poprad Košice Michalovce Liptovský Mikuláš Bratislava A 2023–24-es szezon résztvevői · Nyugati konferencia Keleti konferencia |                                                               |                  |                         |                                 |          |              |                  |

A Tipos Extraliga csapatainak jégcsarnokai
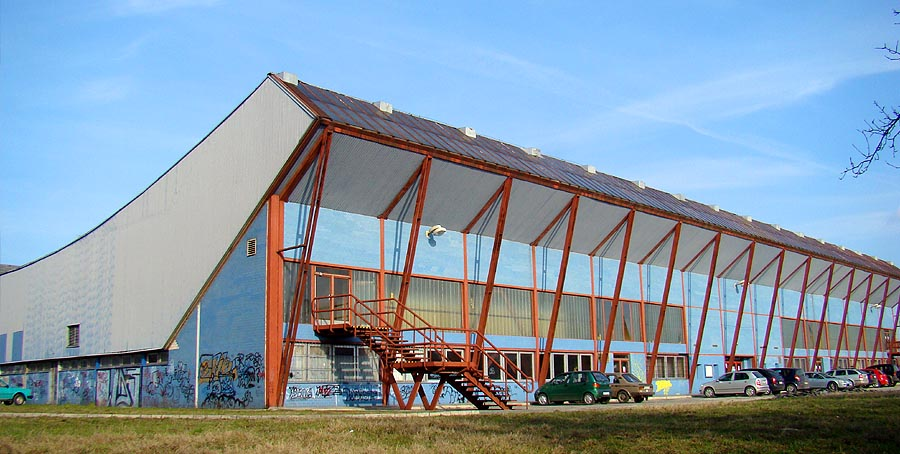
Az érsekújvári jégcsarnok
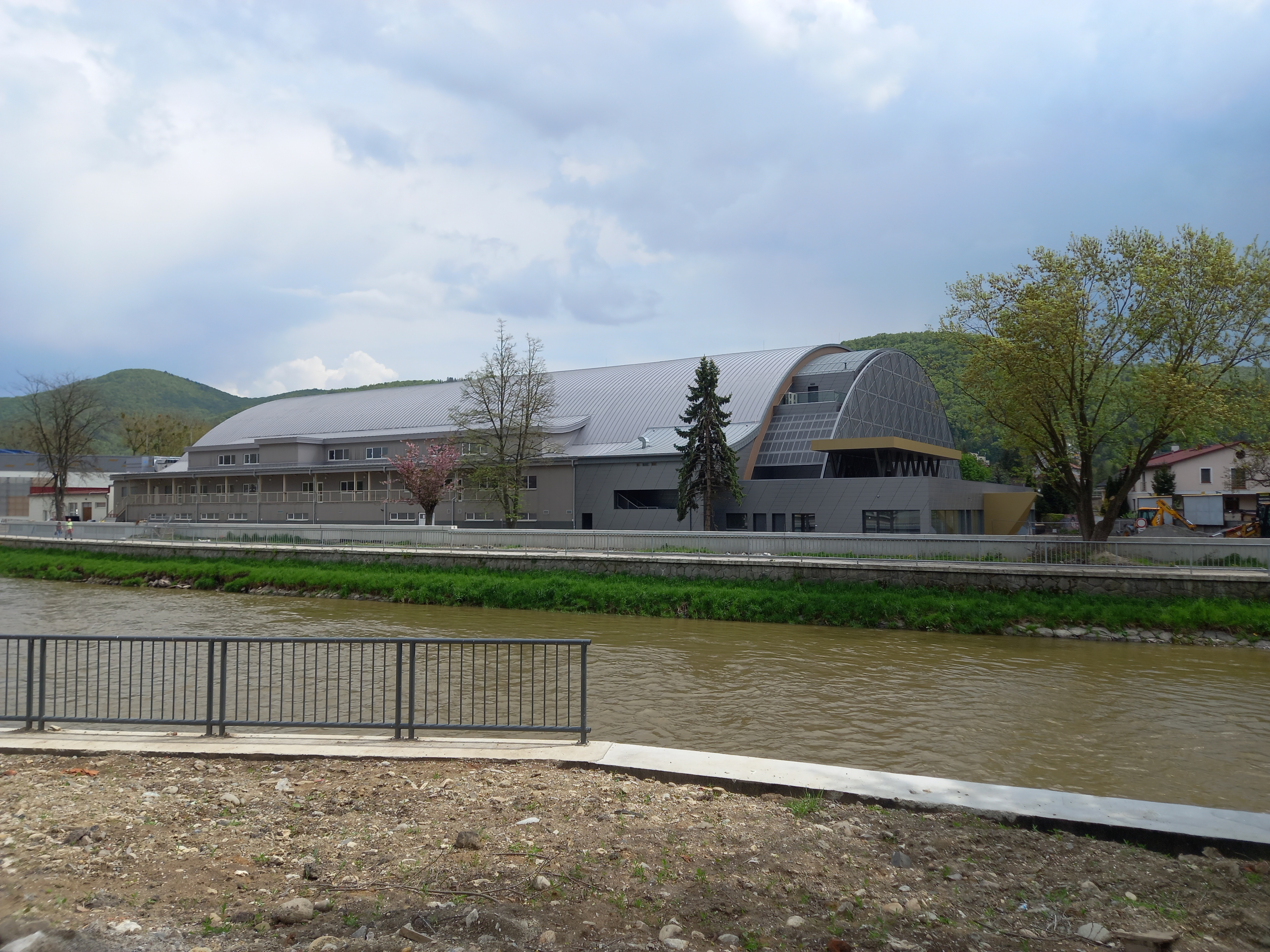
A besztercebányai Tipsport Aréna
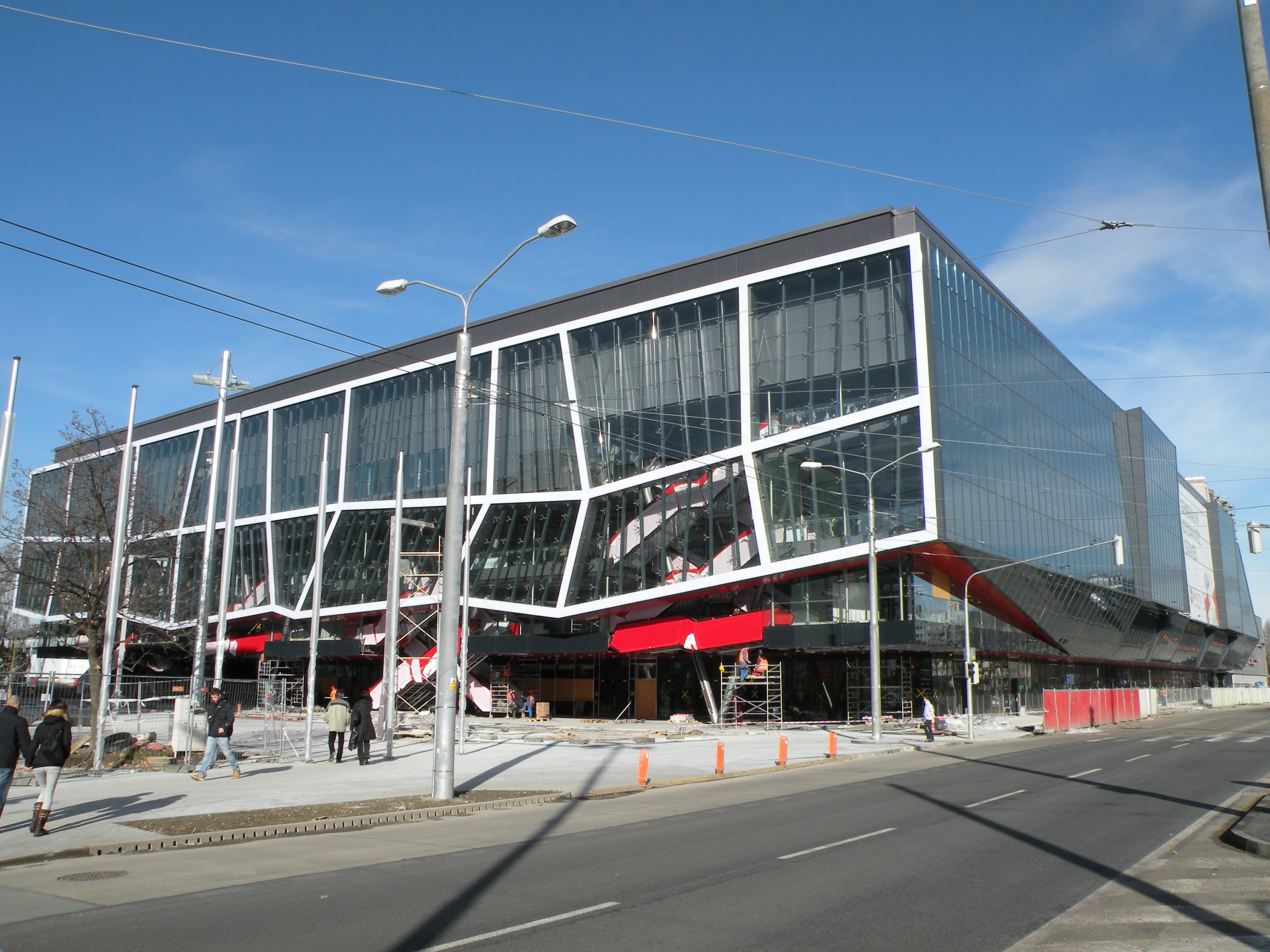
A pozsonyi TIPOS aréna
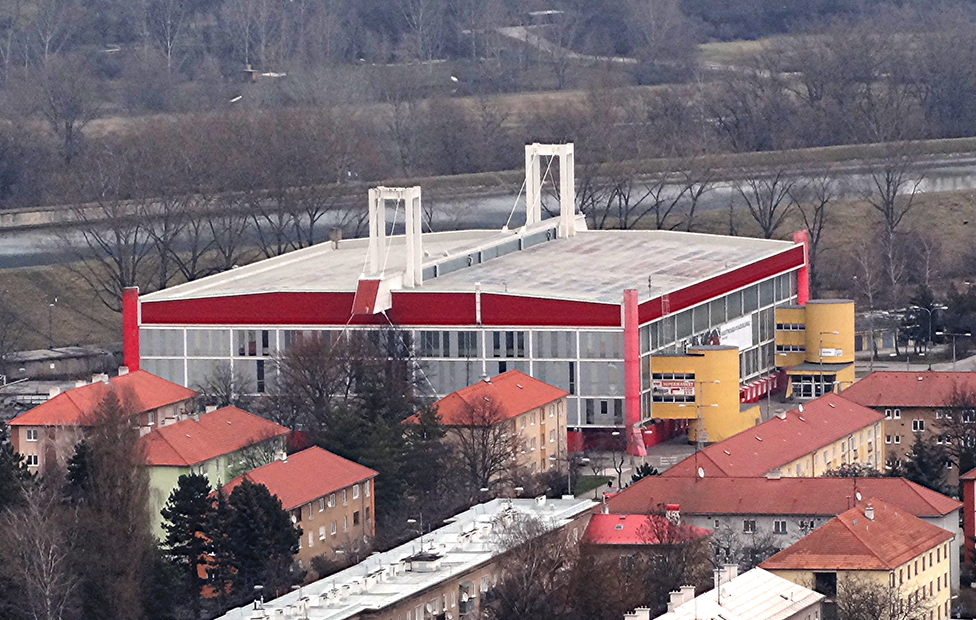
A trencséni Pavol Demitra jégcsarnok
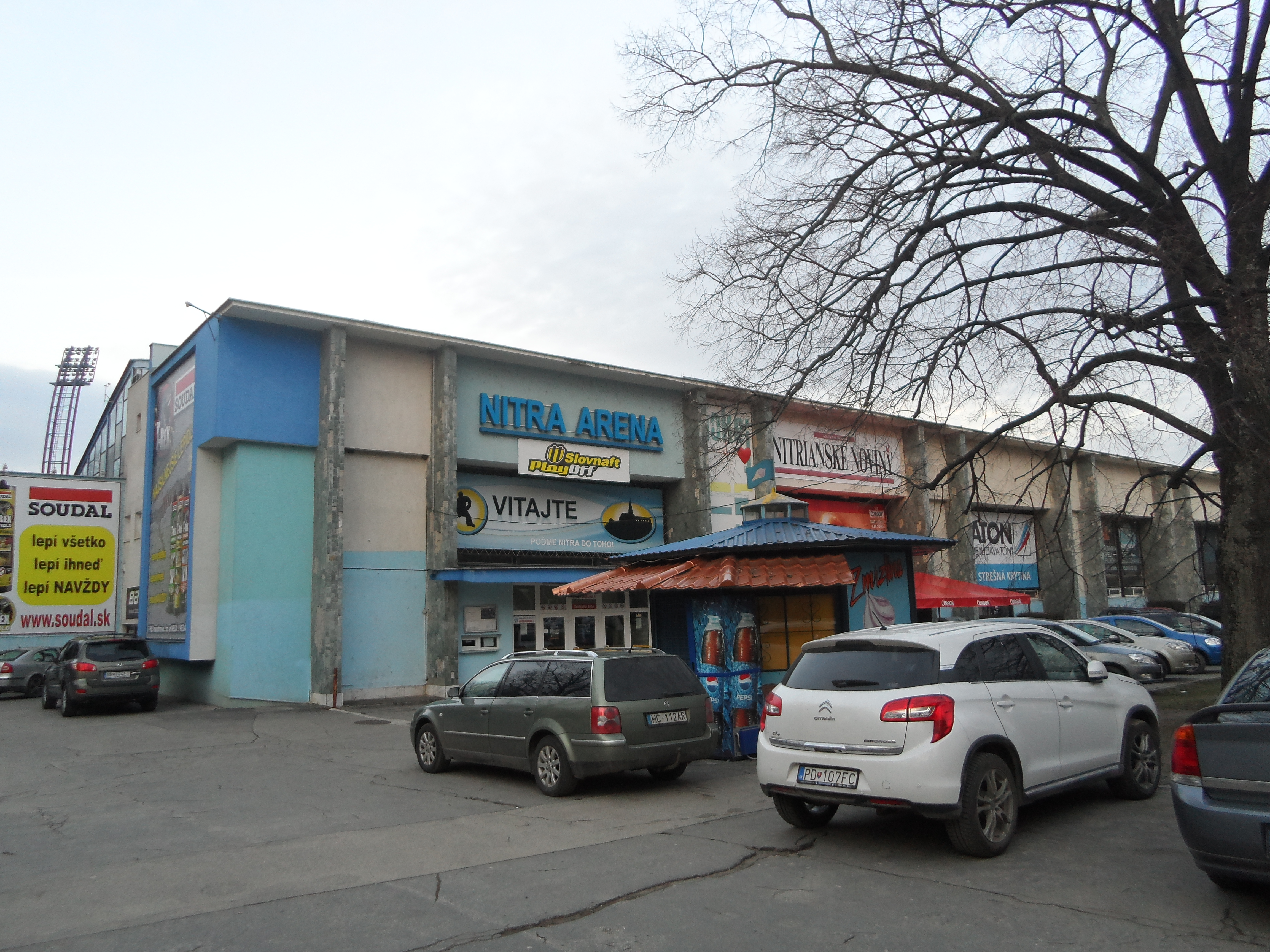
A nyitrai Tipsport Aréna
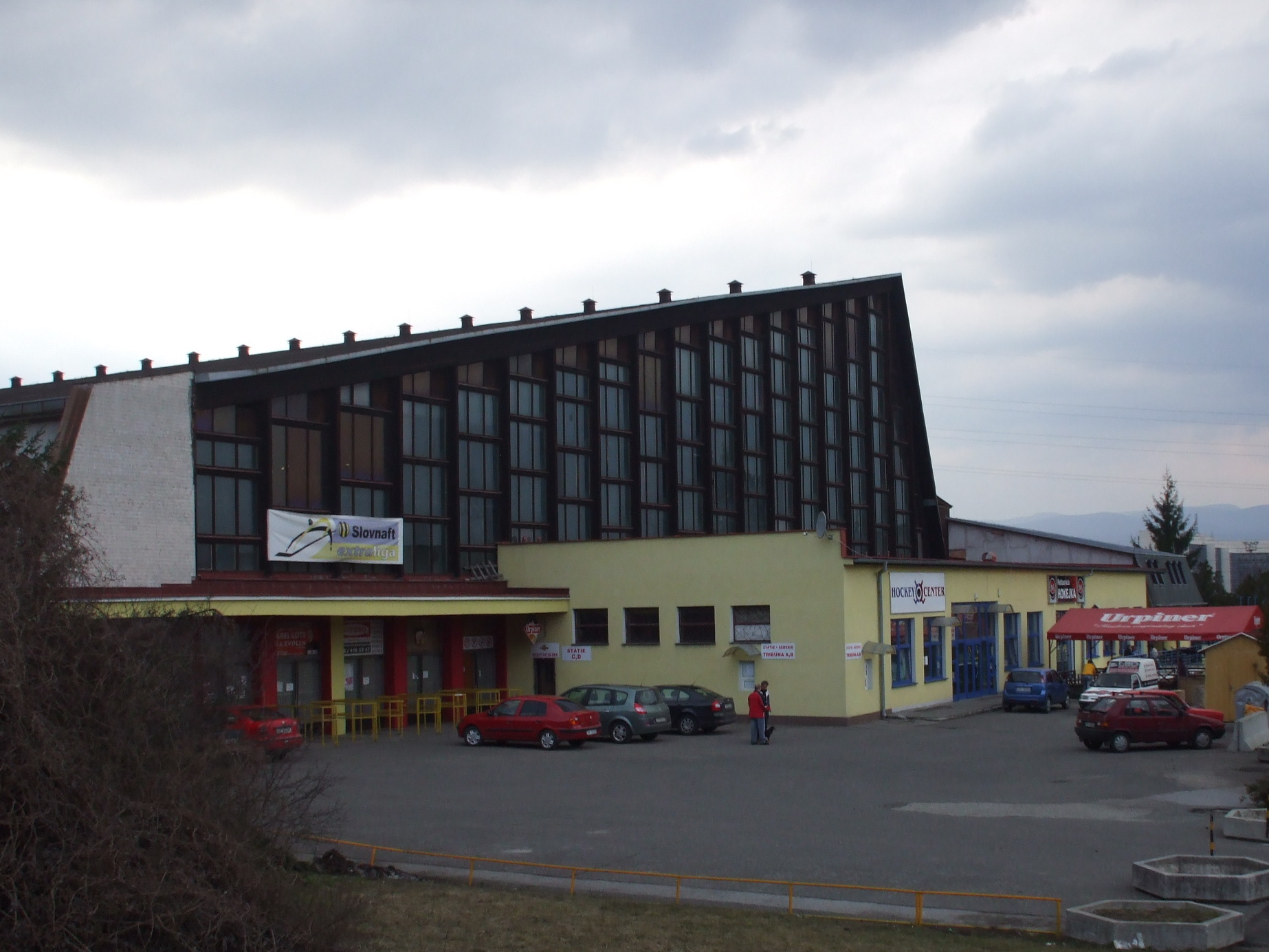
A zólyomi jégcsarnok
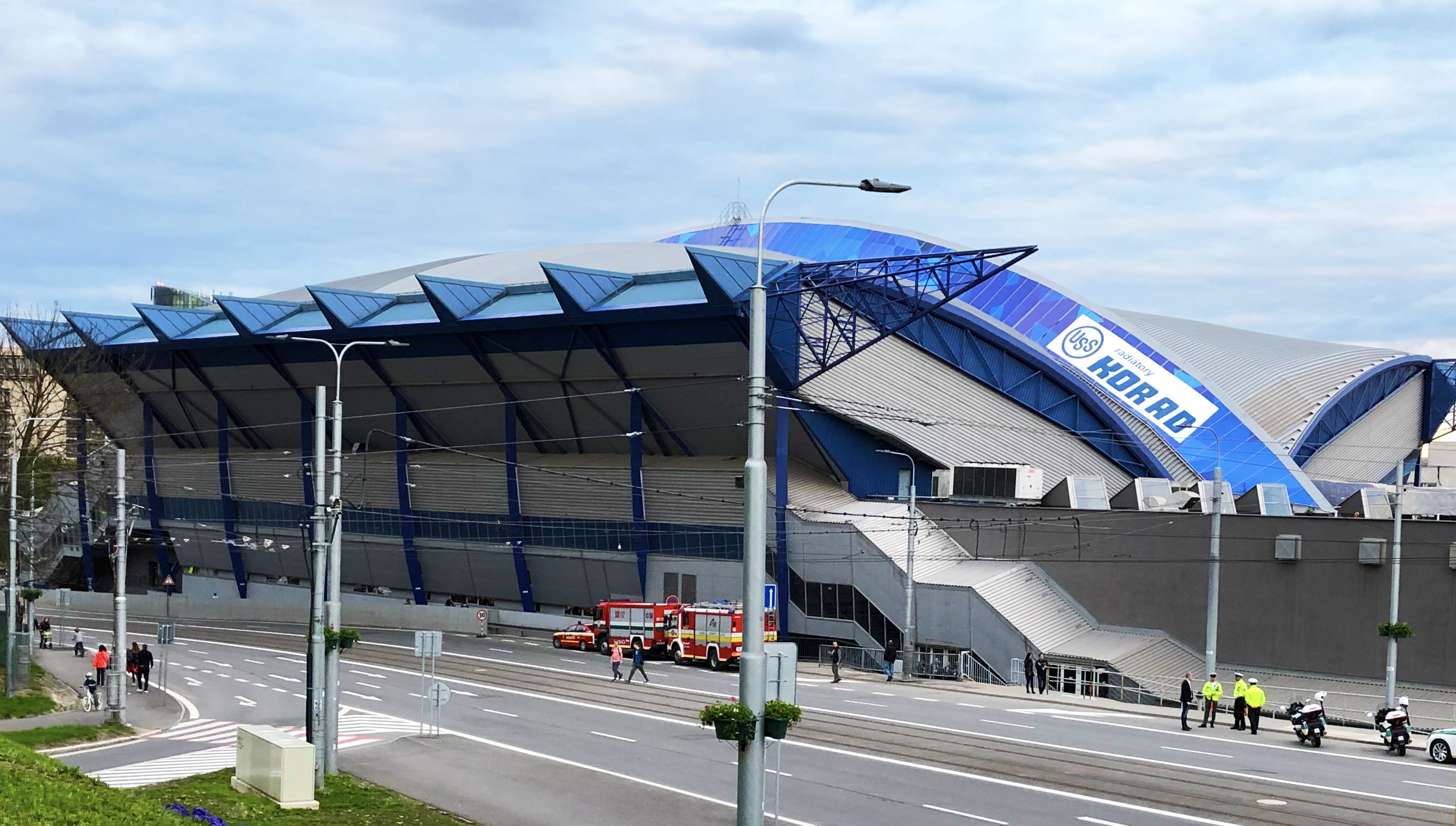
A kassai Steel Aréna
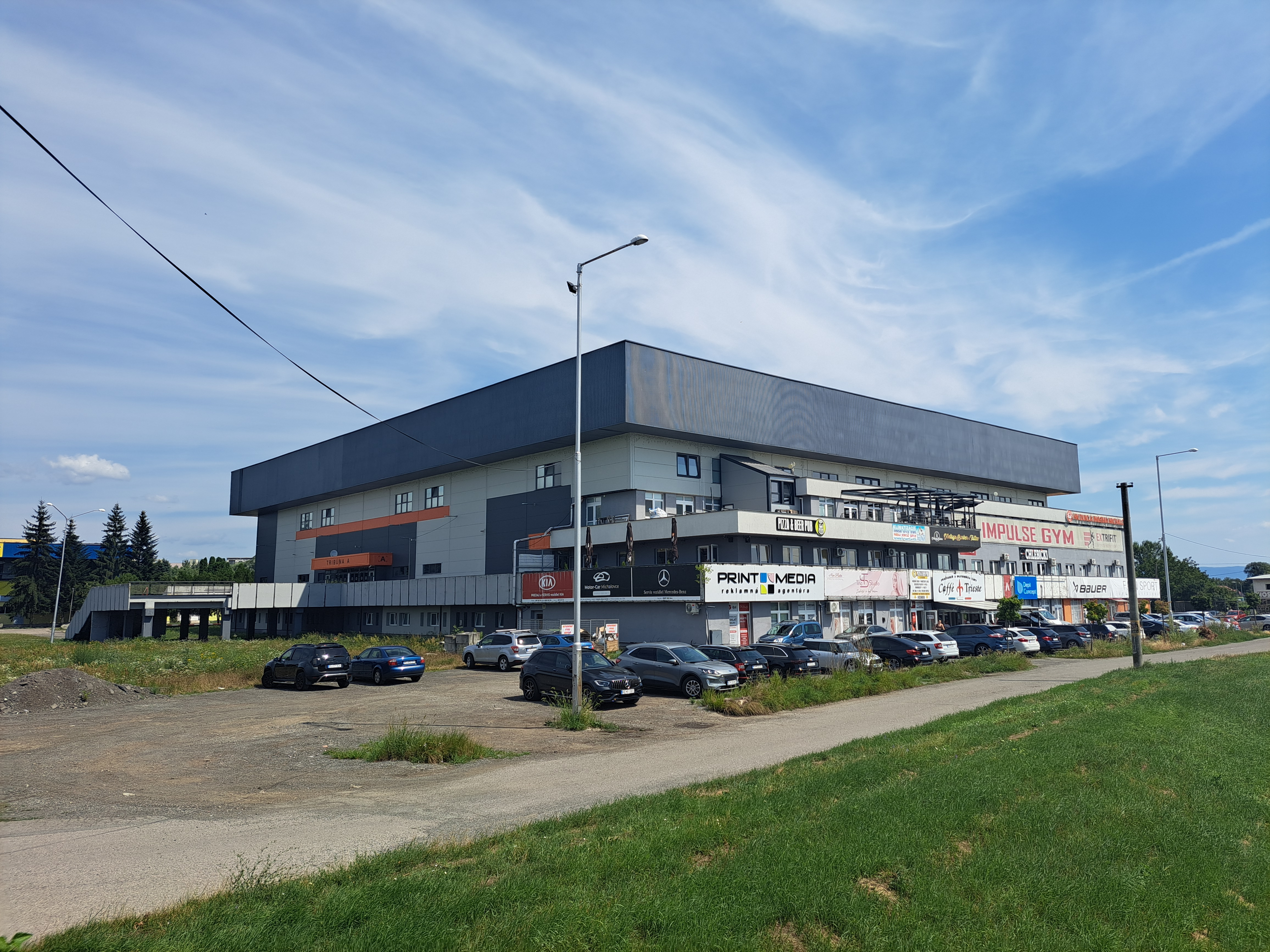
A nagymihályi jégcsarnok
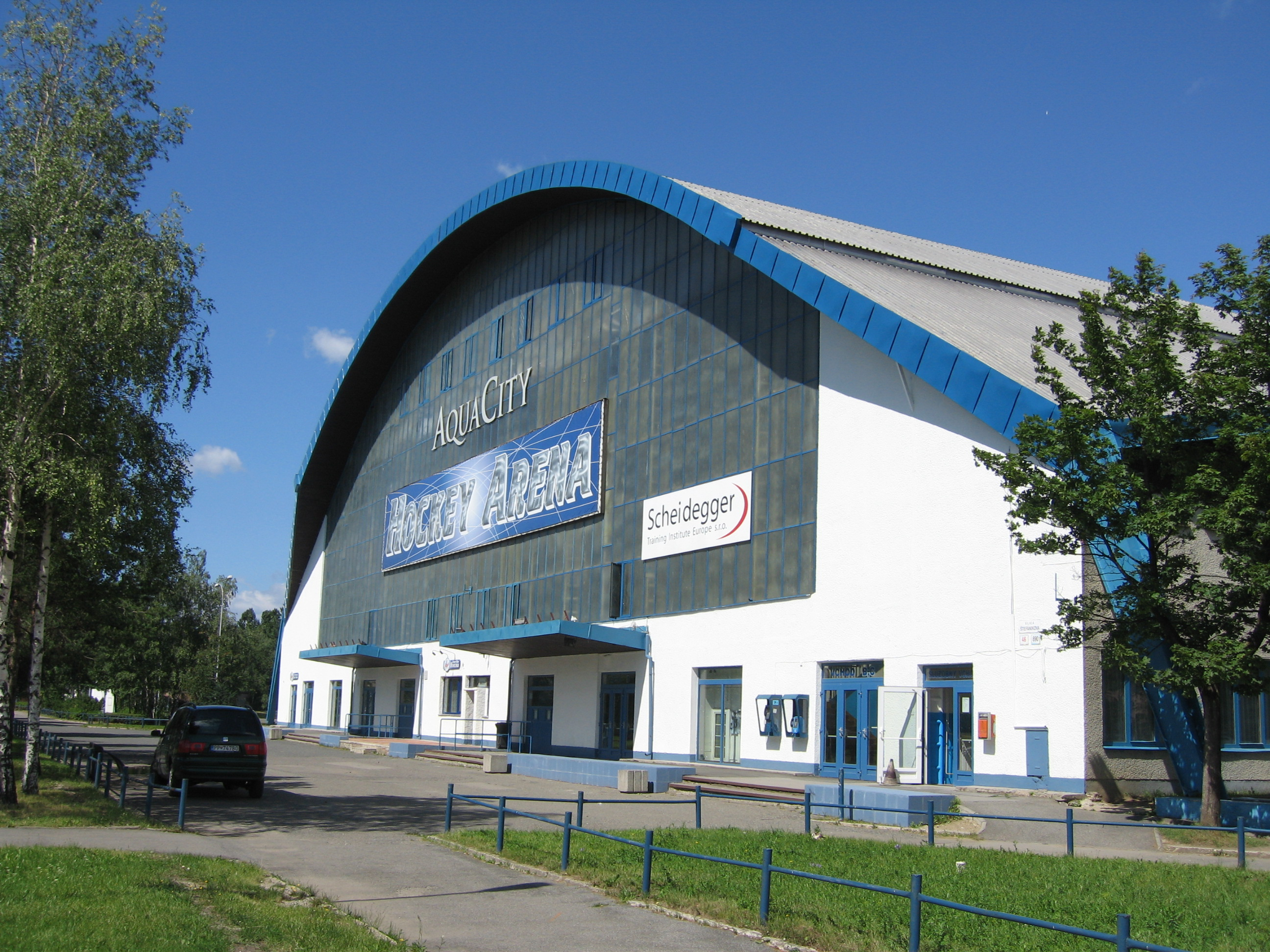
A poprádi városi jégcsarnok
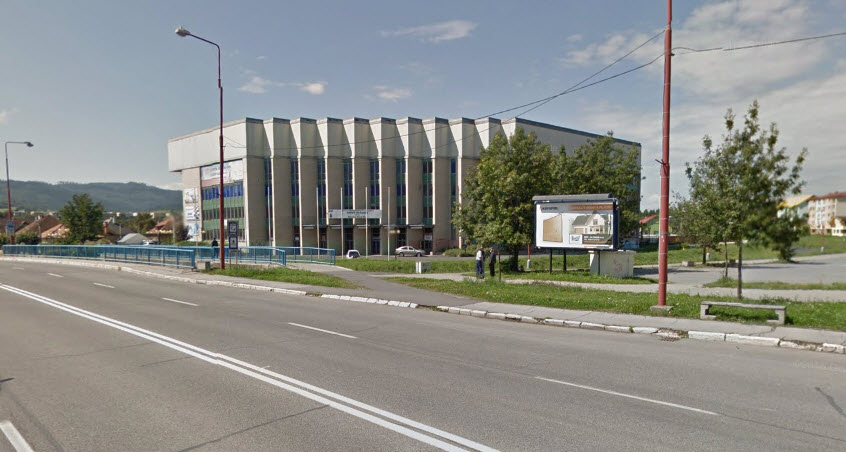
Az igló Spiš aréna
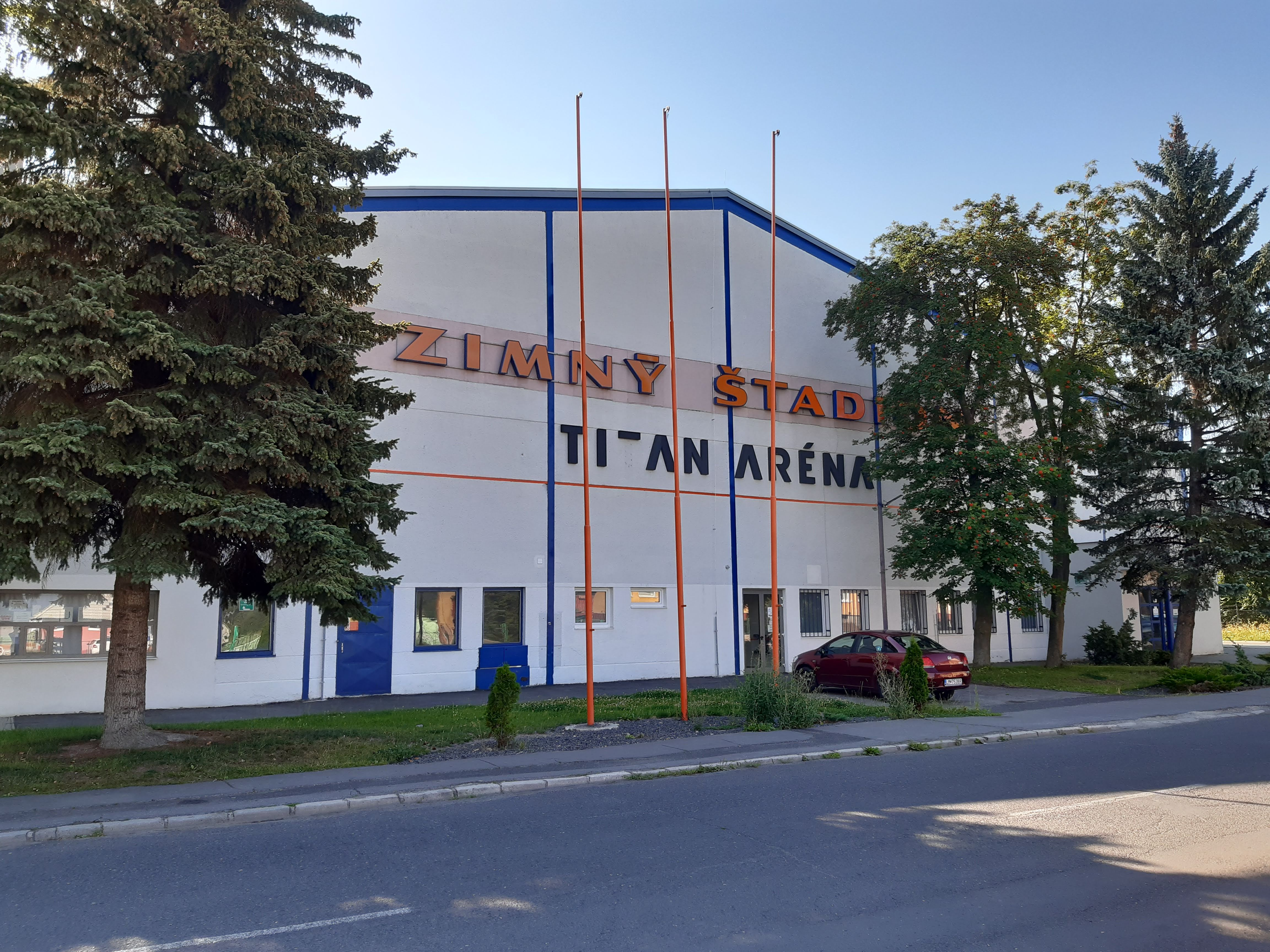
A liptószentmiklósi JL aréna
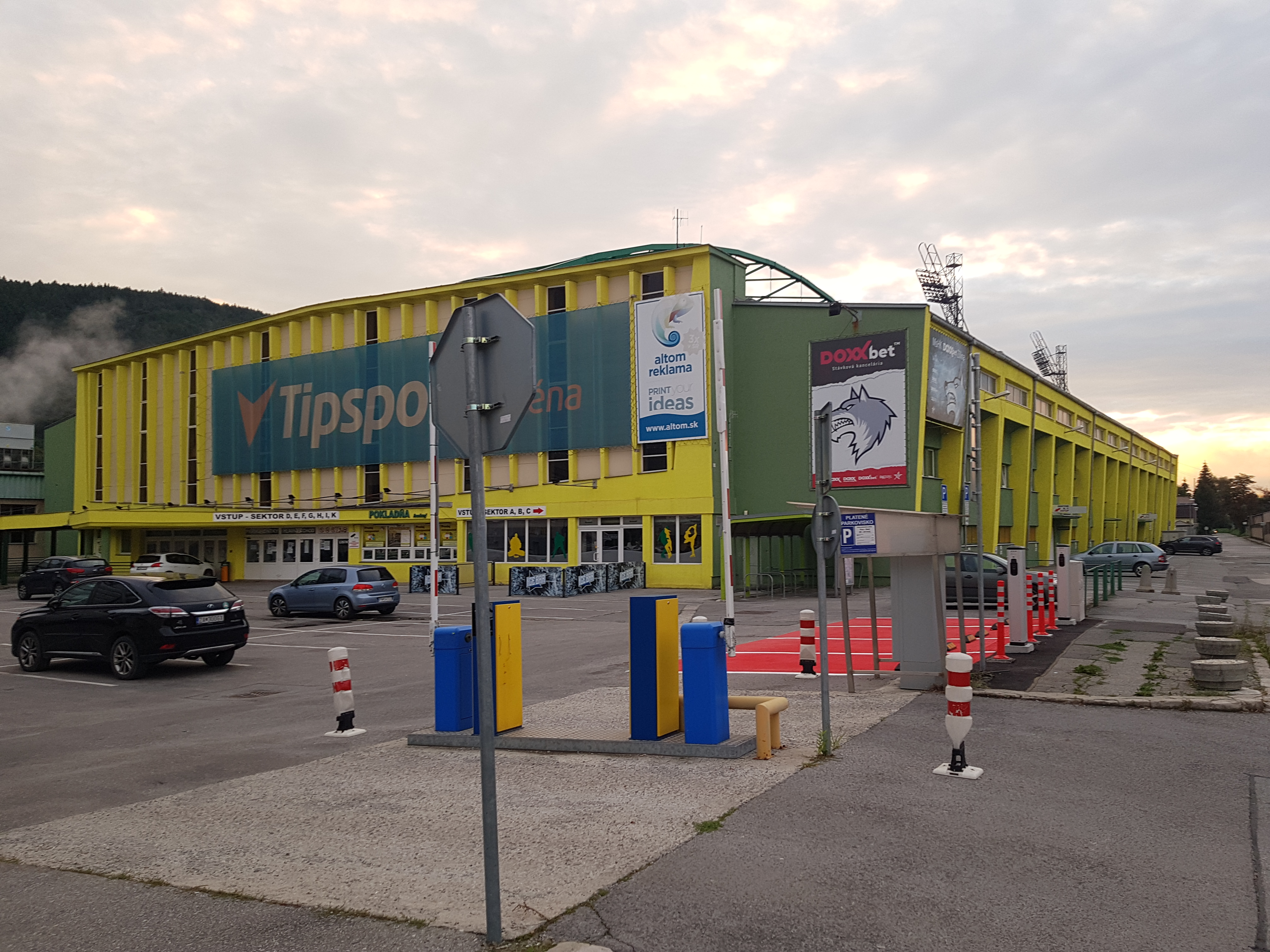
A zsolnai Niké Aréna

## Vezetőedző-váltások
| Csapat                   | Távozó vezetőedző | Távozás oka      | Bejelentés ideje   | Helyezés a tabellán | Érkező vezetőedző | Bejelentés ideje   | Forrás |
| ------------------------ | ----------------- | ---------------- | ------------------ | ------------------- | ----------------- | ------------------ | ------ |
| HC Nové Zámky            | Erik Čaládi       | Gyenge szereplés | 2024. november 5.  | 12. (kieső hely)    | Clark Donatelli   | 2024. november 5.  | [ 31 ] |
| HC Nové Zámky            | Clark Donatelli   | Családi okok     | 2024. november 19. | 12. (kieső hely)    | Miloš Holaň       | 2024. november 19. | [ 32 ] |
| MHk 32 Liptovský Mikuláš | Juraj Faith       | Nem közölt       | 2024. november 27. | 11.                 | Pēteris Skudra    | 2024. november 27. |        |
| HKM Zvolen               | Martin Štrba      | Gyenge szereplés | 2024. december 27. | 9.                  | Peter Mikula      | 2024. december 27. | [ 33 ] |

## Alapszakasz
|  | A csapat bejut a rájátszásba                                    |
|  | A csapat kvalifikációs fordulót játszik a rájátszásba jutásért  |
|  | A csapat nem jut be a rájátszásba                               |
|  | A csapat kiesik a másodosztályú TIPOS Slovenská hokejová ligába |

| Poz. | Csapat                       | LM | Gy | GY.H. | V.H. | V  | G       | P   |
| ---- | ---------------------------- | -- | -- | ----- | ---- | -- | ------- | --- |
| 1.   | HK Spišská Nová Ves          | 54 | 27 | 9     | 5    | 13 | 173:152 | 104 |
| 2.   | HC Košice                    | 54 | 27 | 6     | 8    | 13 | 172:130 | 101 |
| 3.   | HK Nitra                     | 54 | 25 | 8     | 6    | 15 | 197:163 | 97  |
| 4.   | DOXXbet Vlci Žilina          | 54 | 24 | 10    | 2    | 18 | 174:146 | 94  |
| 5.   | HC MONACObet Banská Bystrica | 54 | 22 | 9     | 4    | 19 | 161:145 | 88  |
| 6.   | HK Poprad                    | 54 | 24 | 4     | 6    | 20 | 178:144 | 86  |
| 7.   | HC Slovan Bratislava         | 54 | 21 | 5     | 8    | 20 | 164:159 | 81  |
| 8.   | HK Dukla Trenčín             | 54 | 23 | 2     | 5    | 23 | 150:155 | 80  |
| 9.   | HK Dukla Ingema Michalovce   | 54 | 21 | 6     | 5    | 22 | 157:153 | 80  |
| 10.  | HKM Zvolen                   | 54 | 17 | 6     | 10   | 21 | 174:174 | 73  |
| 11.  | HK 32 Liptovský Mikuláš      | 54 | 14 | 5     | 7    | 28 | 140:173 | 59  |
| 12.  | HC Nové Zámky                | 54 | 8  | 0     | 5    | 41 | 114:260 | 29  |

| Hazai | Vendég   | Vendég       | Vendég   | Vendég   | Vendég   | Vendég  | Vendég   | Vendég   | Vendég       | Vendég | Vendég   | Vendég       |
| –     | BBY      | KOS          | LMI      | MIC      | NIT      | NZA     | POP      | SLO      | SNV          | TRE    | ZIL      | ZVO          |
| ----- | -------- | ------------ | -------- | -------- | -------- | ------- | -------- | -------- | ------------ | ------ | -------- | ------------ |
| BBY   | –        | 4:3 b.u. 1:4 | 5:2      | 2:1      | 4:1      |         | 3:2 b.u. | 6:4      | 4:3 h.u. 4:2 | 2:1    |          | 1:3          |
| KOS   | 2:3      | –            |          | 5:1      | 5:3      | 2:1     |          | 3:4 h.u. | 3:1          | 7:1    | 2:3      | 2:1          |
| LMI   | 2:3 b.u. | 1:2 4:1      | –        | 1:5      | 4:5 h.u. | 5:0     | 3:4      | 2:1 h.u. | 4:0          | 3:2    | 4:3 b.u. | 4:3          |
| MIC   | 2:5      | 2:3 b.u. 2:4 | 2:1 h.u. | –        | 1:2      |         | 2:3      | 5:1      | 5:4 b.u.     |        | 6:1      | 5:4          |
| NIT   | 2:3 h.u. | 3:4 h.u.     |          | 5:3      | –        | 5:2     | 7:4      | 3:6      | 3:4          | 1:4    | 2:0      | 3:2          |
| NZA   | 6:2      | 0:6          | 3:2      | 2:4 0:4  | 1:6      | –       | 2:5      | 2:0      | 2:5          | 5:7    | 1:2 b.u. |              |
| POP   | 2:3      | 2:3          | 7:4      | 2:3 h.u. | 6:4      | 5:3     | –        | 4:1      | 1:3          | 3:0    | 3:5      | 7:2 3:2 h.u. |
| SLO   | 4:3      | 4:5          | 3:1      | 3:4      | 4:3 h.u. | 4:2     | 5:1      | –        | 2:1          | 1:2    | 2:6      | 2:1 h.u.     |
| SNV   | 5:1      | 6:4          | 4:3 h.u. | 5:1      | 3:4 h.u. | 2:1 5:8 | 4:3      | 5:4 b.u. | –            | 4:1    | 2:0      |              |
| TRE   | 3:0      | 0:7 2:3      | 2:0      | 3:5      | 2:7 1:7  | 7:1     | 0:2      | 5:8      | 2:4          | –      | 4:3      | 3:4          |
| ZIL   | 2:3      | 2:1 h.u.     | 3:2 4:3  |          | 3:4      | 5:3     | 4:3      | 6:1      | 2:4          |        | –        | 4:6          |
| ZVO   | 5:4 b.u. | 0:3          | 7:2      | 3:2 2:4  | 3:4 h.u. | 3:0     | 0:2      | 3:5      | 2:3 h.u.     | 1:4    | 7:2      | –            |

| Hazai | Vendég | Vendég   | Vendég | Vendég   | Vendég   | Vendég |
| –     | BBY    | NIT      | NZA    | SLO      | TRE      | ZVO    |
| ----- | ------ | -------- | ------ | -------- | -------- | ------ |
| BBY   | –      | 5:2      |        | 2:3      | 3:2 b.u. |        |
| NIT   |        | –        |        | 2:3 h.u. | 4:1      |        |
| NZA   | 4:0    | 8:1      | –      | 4:7      |          | 5:4    |
| SLO   |        |          |        | –        |          | 6:3    |
| TRE   |        |          | 4:3    | 2:4      | –        | 3:2    |
| ZVO   | 6:1    | 4:5 b.u. |        |          |          | –      |

| Hazai | Vendég | Vendég | Vendég | Vendég   | Vendég   | Vendég |
| –     | KOS    | LMI    | MIC    | POP      | SNV      | ZIL    |
| ----- | ------ | ------ | ------ | -------- | -------- | ------ |
| KOS   | –      |        |        |          | 4:5 h.u. |        |
| LMI   |        | –      |        |          | 4:5 h.u. | 3:6    |
| MIC   | 1:3    | 2:1    | –      |          |          | 2:6    |
| POP   | 2:1    |        | 3:0    | –        |          |        |
| SNV   |        |        | 3:1    | 3:2 h.u. | –        |        |
| ZIL   | 1:2    |        |        | 4:2      | 1:3      | –      |

## Rájátszás
|  | Kvalifikációs forduló | Kvalifikációs forduló      | Kvalifikációs forduló |                              |    | Negyeddöntők        | Negyeddöntők | Negyeddöntők |  |  | Elődöntők | Elődöntők | Elődöntők |  |  | Döntő | Döntő | Döntő |  |
|  |                       |                            |                       |                              |    |                     |              |              |  |  |           |           |           |  |  |       |       |       |  |
|  |                       |                            |                       |                              |    | 2.                  | HC Košice    | 4            |  |  |           |           |           |  |  |       |       |       |  |
|  |                       |                            |                       |                              |    | 2.                  | HC Košice    | 4            |  |  |           |           |           |  |  |       |       |       |  |
|  |                       |                            | 8.                    | HK Dukla Trenčín             | 2  |                     |              |              |  |  |           |           |           |  |  |       |       |       |  |
|  | 8.                    | HK Dukla Trenčín           | 8.                    | HK Dukla Trenčín             | 2  | 3                   |              |              |  |  |           |           |           |  |  |       |       |       |  |
|  | 8.                    | HK Dukla Trenčín           |                       |                              |    |                     |              |              |  |  |           |           |           |  |  |       |       |       |  |
|  | 9.                    | HK Dukla Ingema Michalovce | 2                     |                              |    |                     |              |              |  |  |           |           |           |  |  |       |       |       |  |
|  | 9.                    | HK Dukla Ingema Michalovce | 2                     |                              | 2. | HC Košice           | 4            |              |  |  |           |           |           |  |  |       |       |       |  |
|  |                       |                            |                       |                              |    |                     |              |              |  |  |           |           |           |  |  |       |       |       |  |
|  |                       |                            | 10.                   | HKM Zvolen                   | 1  |                     |              |              |  |  |           |           |           |  |  |       |       |       |  |
|  | 7.                    | HC Slovan Bratislava       | 10.                   | HKM Zvolen                   | 1  | 1                   |              |              |  |  |           |           |           |  |  |       |       |       |  |
|  | 7.                    | HC Slovan Bratislava       |                       |                              |    |                     |              |              |  |  |           |           |           |  |  |       |       |       |  |
|  | 10.                   | HKM Zvolen                 | 3                     |                              |    |                     |              |              |  |  |           |           |           |  |  |       |       |       |  |
|  | 10.                   | HKM Zvolen                 | 3                     |                              | 1. | HK Spišská Nová Ves | 2            |              |  |  |           |           |           |  |  |       |       |       |  |
|  |                       |                            |                       |                              | 1. | HK Spišská Nová Ves | 2            |              |  |  |           |           |           |  |  |       |       |       |  |
|  |                       |                            | 10.                   | HKM Zvolen                   | 4  |                     |              |              |  |  |           |           |           |  |  |       |       |       |  |
|  |                       |                            |                       | HKM Zvolen                   | 4  |                     |              |              |  |  |           |           |           |  |  |       |       |       |  |
|  |                       |                            |                       |                              |    |                     |              |              |  |  |           |           |           |  |  |       |       |       |  |
|  |                       |                            |                       |                              |    |                     |              |              |  |  |           |           |           |  |  |       |       |       |  |
|  |                       | 2.                         | HC Košice             | 4                            |    |                     |              |              |  |  |           |           |           |  |  |       |       |       |  |
|  |                       |                            |                       |                              |    |                     |              |              |  |  |           |           |           |  |  |       |       |       |  |
|  |                       |                            | 3.                    | HK Nitra                     | 3  |                     |              |              |  |  |           |           |           |  |  |       |       |       |  |
|  |                       |                            |                       | HK Nitra                     | 3  |                     |              |              |  |  |           |           |           |  |  |       |       |       |  |
|  |                       |                            |                       |                              |    |                     |              |              |  |  |           |           |           |  |  |       |       |       |  |
|  |                       |                            |                       |                              |    |                     |              |              |  |  |           |           |           |  |  |       |       |       |  |
|  |                       | 3.                         | HK Nitra              | 4                            |    |                     |              |              |  |  |           |           |           |  |  |       |       |       |  |
|  |                       |                            |                       | 4                            |    |                     |              |              |  |  |           |           |           |  |  |       |       |       |  |
|  |                       |                            | 6.                    | HK Poprad                    | 2  |                     |              |              |  |  |           |           |           |  |  |       |       |       |  |
|  |                       |                            |                       | HK Poprad                    | 2  |                     |              |              |  |  |           |           |           |  |  |       |       |       |  |
|  |                       |                            |                       |                              |    |                     |              |              |  |  |           |           |           |  |  |       |       |       |  |
|  |                       |                            |                       |                              |    |                     |              |              |  |  |           |           |           |  |  |       |       |       |  |
|  |                       | 3.                         | HK Nitra              | 4                            |    |                     |              |              |  |  |           |           |           |  |  |       |       |       |  |
|  |                       |                            |                       |                              |    |                     |              |              |  |  |           |           |           |  |  |       |       |       |  |
|  |                       |                            | 4.                    | Vlci Žilina                  | 3  |                     |              |              |  |  |           |           |           |  |  |       |       |       |  |
|  |                       |                            |                       | Vlci Žilina                  | 3  |                     |              |              |  |  |           |           |           |  |  |       |       |       |  |
|  |                       |                            |                       |                              |    |                     |              |              |  |  |           |           |           |  |  |       |       |       |  |
|  |                       |                            |                       |                              |    |                     |              |              |  |  |           |           |           |  |  |       |       |       |  |
|  |                       | 4.                         | Vlci Žilina           | 4                            |    |                     |              |              |  |  |           |           |           |  |  |       |       |       |  |
|  |                       |                            |                       | 4                            |    |                     |              |              |  |  |           |           |           |  |  |       |       |       |  |
|  |                       |                            | 5.                    | HC MONACObet Banská Bystrica | 1  |                     |              |              |  |  |           |           |           |  |  |       |       |       |  |

## Statisztikák
A táblázat frissítve: 2024. október 20.
| Helyezés | Név                            | Csapat                       | LM | G  | GP | P  |
| -------- | ------------------------------ | ---------------------------- | -- | -- | -- | -- |
| 1.       | Zackari Logan Elijah Andrusiak | HK Spišská Nová Ves          | 11 | 11 | 7  | 18 |
| 2.       | Brett David Pollock            | HC Košice                    | 11 | 9  | 8  | 17 |
| 3.       | Alex Cotton                    | HK Nitra                     | 12 | 2  | 13 | 15 |
| 4.       | Kaspars Daugavinš              | HK Dukla Ingema Michalovce   | 12 | 4  | 10 | 14 |
| 5.       | Liam Pecararo                  | HC Slovan Bratislava         | 11 | 4  | 10 | 14 |
| 6.       | Andrew Calof                   | HK Poprad                    | 11 | 1  | 13 | 14 |
| 7.       | Matthew Carlyle Wedman         | HC MONACObet Banská Bystrica | 11 | 7  | 6  | 13 |
| 8.       | Gordon Detar Green             | HK Dukla Trenčín             | 9  | 5  | 8  | 13 |
| 9.       | Sena Wendell Acolatse          | HC Slovan Bratislava         | 12 | 3  | 10 | 13 |
| 10.      | Matthew Boucher                | HC MONACObet Banská Bystrica | 11 | 9  | 3  | 12 |

## Kristálykorong díj
A Kristálykorong díj (szlovákukl: Krištáľový puk) Boris Sádecký-díj a Tipos Extraliga legszebb góljának.
| Szeptember          | Október             | November | December | Január | Február | Március | Április | Végső nyertes |
| ------------------- | ------------------- | -------- | -------- | ------ | ------- | ------- | ------- | ------------- |
| Jakub Lacka (Nitra) | Filip Ahl (Trenčín) |          |          |        |         |         |         |               |